# Dovhiv, Horohiv
Dovhiv (în ucraineană Довгів) este un sat în comuna Branî din raionul Horohiv, regiunea Volînia, Ucraina.

## Demografie
Componența lingvistică a localității Dovhiv
     Ucraineană (99,83%)
     Alte limbi (0,17%)
Conform recensământului din 2001, majoritatea populației localității Dovhiv era vorbitoare de ucraineană (99,83%), existând în minoritate și vorbitori de alte limbi.